# Biuro Projektów „Metroprojekt”

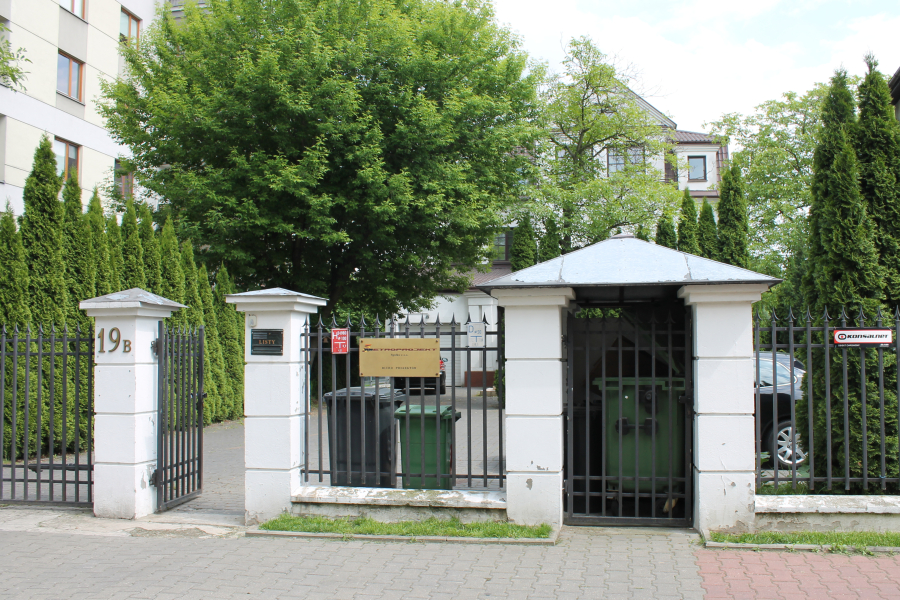
Siedziba przedsiębiorstwa

Biuro Projektów „Metroprojekt” – biuro projektów utworzone pod koniec 1950 w Warszawie z myślą o projektowaniu stołecznego metra. Od 1951 działało jako przedsiębiorstwo państwowe. W 1953, po ograniczeniu prac przy budowie metra głębokiego, biuro zmniejszyło zatrudnienie oraz zmieniło profil działalności na budownictwo komunalne i socjalne. Przez następne lata powstawały kolejne koncepcje budowy metra płytkiego i ostatecznie w 1982, po decyzji o rozpoczęciu tej inwestycji, przedsiębiorstwo powróciło do swoich pierwotnych zadań. W 1991 biuro zostało przekształcone w spółkę z o.o. Obecnie zajmuje się projektowaniem m.in. metra oraz budownictwa komunikacyjnego i komunalnego.

## Historia

### Geneza (1945–1950)
Po zakończeniu II wojny światowej, w ramach odbudowy zniszczonej Warszawy, przewidywano budowę metra. W pierwszym planie z 1945 określono je mianem szybkiej kolei miejskiej (SKM). W jednym z pawilonów byłego szpitala na Ujazdowie Górnym powstała pracownia komunikacyjna Biura Odbudowy Stolicy, a 11 lutego 1948 została ona przekształcona w Biuro Projektów Szybkiej Kolei Miejskiej (BPSKM). Początkowo podlegało ono Komisarzowi Odbudowy m.st. Warszawy, a od stycznia 1949 warszawskiemu oddziałowi Centralnego Biura Projektów Architektonicznych i Budowlanych. Następnie biuro przeniosło swą siedzibę do Arsenału przy ul. Długiej.
Zadaniem BPSKM było wykonanie projektu wstępnego I linii SKM. Koncepcja nawiązująca do ówczesnych projektów zagospodarowania przestrzennego Warszawskiego Zespołu Miejskiego przewidywała główną linię północ-południe na trasie Młociny – Służewiec oraz w dalszej przyszłości linię wschód-zachód na trasie Grochów – Wola. Linia I miała mieć 24 stacje i 21,6 km długości, z czego część miała przebiegać w wykopach otwartych, a 7,7 km w tunelach o zagłębieniu główki szyny wynoszącym od 7 do 11 m. Projekt ten był gotowy w 1949, a rok później, na zaproszenie rządu, do Warszawy przybyła grupa specjalistów z ZSRR. Przeprowadzili oni analizę powstałych założeń i przedstawili ją rządowi, który podjął decyzję o rozpoczęciu inwestycji.
14 grudnia 1950 na mocy uchwały rządu powołano Zarząd Budowy Metra jako organ inwestorski, Metrobudowę jako organ wykonawczy oraz Metroprojekt jako biuro projektów przekształcone z Biura Projektów Szybkiej Kolei Miejskiej.

### Okres przedsiębiorstwa państwowego (1951–1991)
1 stycznia 1951 Metroprojekt rozpoczął działalność. Przedsiębiorstwo mieściło się w tylnym skrzydle siedziby Rady Państwa przy Al. Ujazdowskich (obecnie Gmach Kancelarii Prezesa Rady Ministrów).
Pierwszym zadaniem biura było opracowanie projektu metra głębokiego dla Warszawy. Pod koniec 1951 zlikwidowano Zarząd Budowy Metra, a w jego miejsce powołano Zjednoczenie Budownictwa Przemysłowego „Metrobudowa”. Metroprojekt został do niego wcielony jako odrębna jednostka, a statutowo dyrektor Metroprojektu był zastępcą dyrektora Metrobudowy. Wraz z postępem budowy i prac projektowych Metroprojekt zwiększył zatrudnienie do 700 osób, a wiosną 1953 organ przeniósł się wraz z Metrobudową do budynku przy ul. Marszałkowskiej 77/79. 29 października 1953 rząd swą uchwałą wstrzymał budowę kolei podziemnej na dwa lata, a biuro przeorganizowało się na projektowanie budownictwa komunalnego i socjalnego. Nastąpiła trzykrotna redukcja zatrudnienia, ale utrzymana została kadra specjalizująca się w projektach metra.
Jesienią 1954 Metroprojekt otrzymał zadanie analizy możliwości poprowadzenia linii metra na mniejszej głębokości, niż dotychczasowy projekt metra głębokiego. Szkicowe opracowanie z 1956 przewidywało spłycenie linii na całej trasie oraz jej wydłużenie do relacji Młociny – Służewiec. 20 września 1957, na mocy uchwały, jednostkę podporządkowano Ministerstwu Budownictwa i Przemysłu Materiałów Budowlanych oraz zmieniono jej nazwę na Biuro Projektów Inżynieryjno-Komunikacyjnych „Metroprojekt”. W 1958 biuro wykonało projekt wstępny metra płytkiego oparty na zatwierdzonych założeniach i z uwzględnieniem zaktualizowanych założeń urbanistycznych. W latach 1960–1963 wykonano kolejne opracowania uzupełniające oraz założenia generalne I linii metra płytkiego, które w październiku 1964 zostały zatwierdzone przez Prezydium Rady Narodowej m.st. Warszawy. W maju 1965 biuro przemianowano na Warszawskie Biuro Projektów Budownictwa Przemysłowego i Specjalnego „Metroprojekt”. W okresie od 1966 do 1970 zaprojektowano konstrukcje zabezpieczające przejścia tuneli metra pod tunelami kolejowej linii średnicowej. Od stycznia 1969, po podporządkowaniu władzom Warszawy, biuro nosiło nazwę Biuro Projektów Budownictwa Komunalnego i Specjalnego „Metroprojekt”.
Do 1971 biuro dokonywało aktualizacji założeń i w tym właśnie roku powrócono do kwestii warszawskiego metra. 26 kwietnia 1972 decyzją Prezydium Rady Narodowej m.st. Warszawy biuro otrzymało zlecenie na opracowanie kompleksowych założeń techniczno-ekonomicznych I linii, o czym zadecydowała lokalizacja osiedli mieszkaniowych na południu miasta, które nie mogłyby funkcjonować prawidłowo bez kolei podziemnej. Biuro w krótkim czasie opracowało różne koncepcje przebiegu I linii, do 1974 prowadziło nad nią prace studialne, natomiast rok później opracowało jej szczegółowe założenia techniczno-ekonomiczne. W tym samym roku zostały one ocenione przez powołany przez prezydenta miasta zespół specjalistów, a rok później przez Komisję Planowania przy Radzie Ministrów i przebywającą w Polsce grupę radzieckich specjalistów. Mimo to, nie została wtedy podjęta decyzja o budowie.
W 1982 rząd podjął uchwałę o budowie linii metra i ponownie rozpoczęto prace projektowe. By spełnić potrzeby realizacji inwestycji, która w pierwotnych planach miała zostać ukończona w 1994, Metroprojekt zwiększył zatrudnienie. 14 maja 1982, po uchwale Prezydium Rady Ministrów, biuro powróciło do swych podstawowych zadań. W 1986 rozpoczęto również prace nad projektem linii II, a także metra w Łodzi i systemem komunikacyjnym Krakowa.
W 1982 zatrudnienie Metroprojektu wynosiło 213 osób, pośród których było 10 seniorów pracujących w przedsiębiorstwie od momentu jego powstania. W 1986 w biurze pracowało 414 osób, a w 1989 – 420.

### Okres spółki z o.o. (od 1991)
1 lipca 1991 biuro państwowe przekształcono w spółkę z o.o. Biuro Projektów „Metroprojekt”, która kontynuuje działalność przedsiębiorstwa państwowego.
Ograniczenie środków finansowych w późniejszych etapach budowy I linii warszawskiego metra spowolniło realizację i projektowanie kolei podziemnej. Zatrudnienie biura zredukowano do 120 osób w 1994, a następnie do 65 w 1998 i 1999. Według projektów Metroprojektu zrealizowanych zostało łącznie 16 z 21 stacji oraz 19 z 21 tuneli tej linii.
1 lipca 2008 biuro przeniosło swoją siedzibę do własnych budynków przy ul. Solińskiej 19b. We wrześniu 2008 Metroprojekt, wraz z AMC – Andrzej M. Chołdzyński, opracował projekt koncepcyjny centralnego odcinka II linii warszawskiego metra.
Przedsiębiorstwo bierze udział w przetargach oraz opracowuje i realizuje projekty z różnych dziedzin budownictwa. Spółka jest członkiem Izby Projektowania Budowlanego.

## Oferta
Przedsiębiorstwo oferuje kompleksowe usługi projektowe w zakresie m.in.:
- metra i szybkiego tramwaju,
- tuneli drogowych, kolejowych, specjalnych i przemysłowych,
- dróg, ulic, linii tramwajowych,
- układów komunikacyjnych,
- obiektów inżynierskich z zakresu budownictwa komunalnego,
- różnego rodzaju sieci podziemnych[2].

Poza świadczeniem usług projektowych biuro wykonuje:
- inwestorstwo zastępcze,
- ekspertyzy i opinie techniczne,
- usługi doradztwa technicznego,
- usługi poligraficzne[2].

## Wybrane realizacje

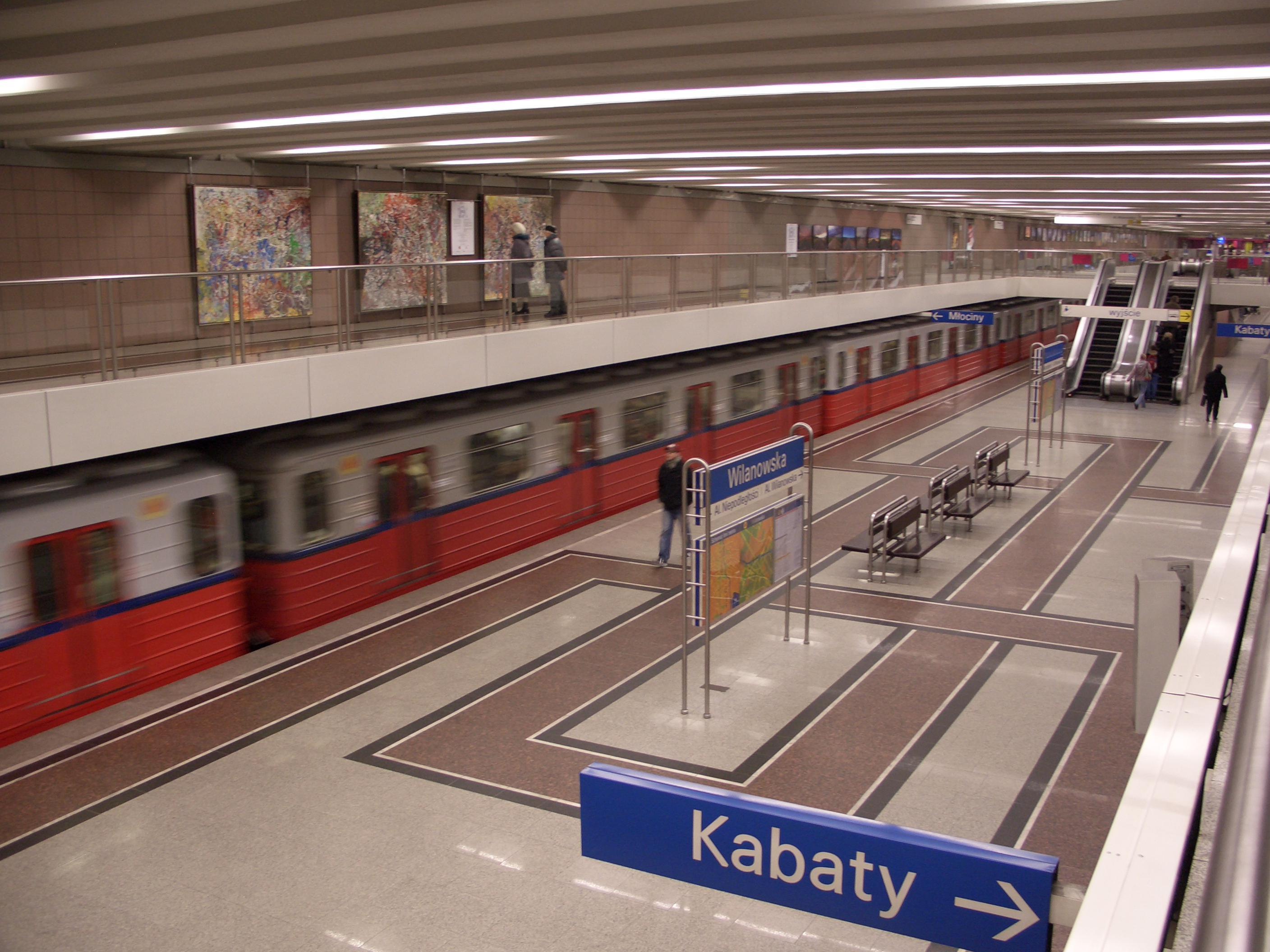
Wilanowska – jedna ze stacji I linii metra w Warszawie

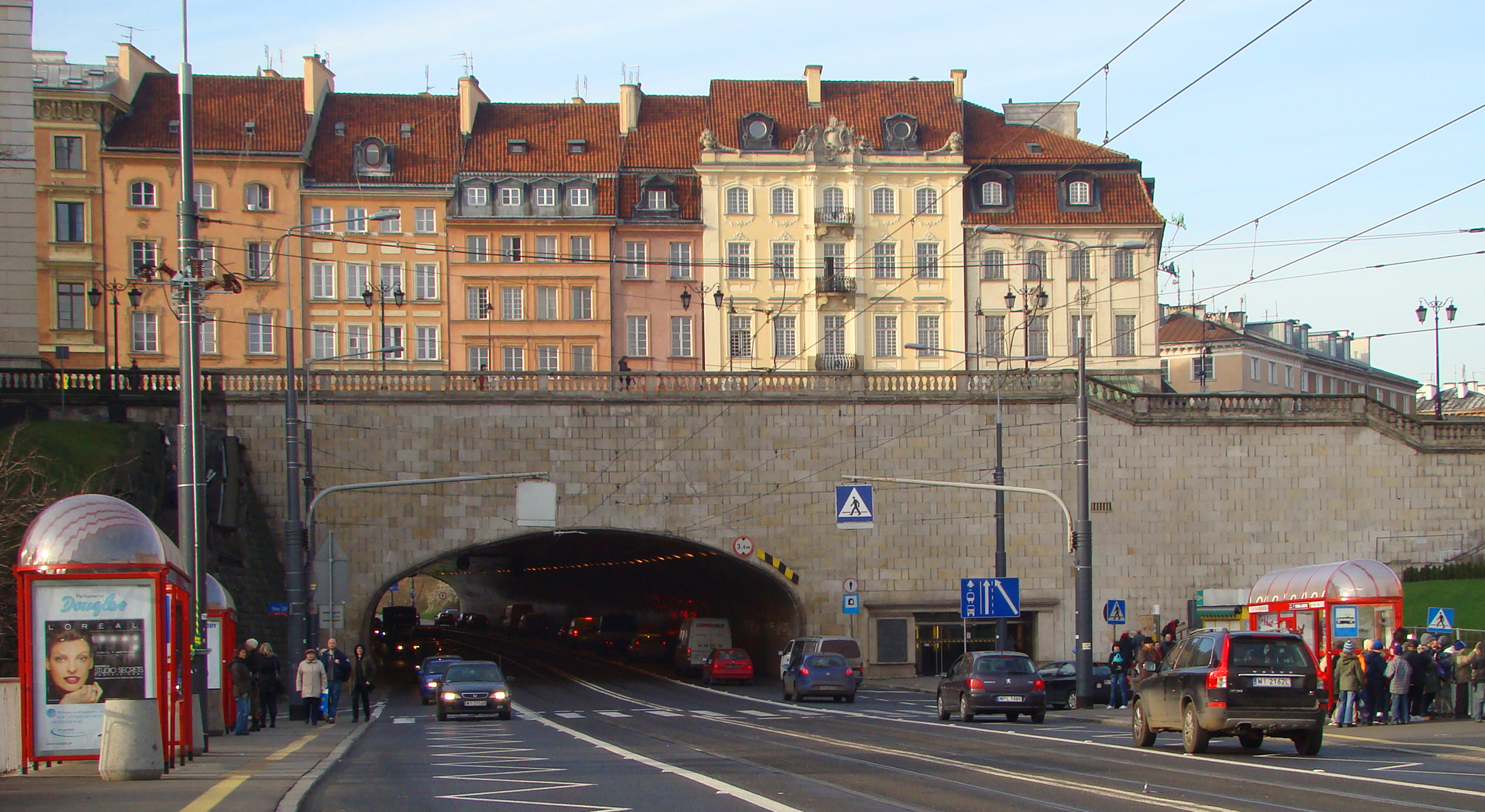
Tunel Trasy W-Z

- Koncepcja i założenia techniczno-ekonomiczne dla I linii metra w Warszawie
- Projekt kompleksowy STP Kabaty
- Wielobranżowy projekt koncepcyjny odcinka centralnego II linii metra od Ronda Daszyńskiego do Dworca Wileńskiego
- Raport o oddziaływaniu na środowisko dla II linii metra w Warszawie
- Projekt Centrum Zdrowia Dziecka[18]
- Projekt zakładu ZWS „Elana” w Toruniu[19]
- Projekty kilku obiektów Trasy Łazienkowskiej, Wisłostrady i Trasy Toruńskiej,
- Projekty tunelu ciepłowniczego pod Wisłą
- Projekty tunelu drogowego i przejścia podziemnego dla pieszych do centrum handlowego Blue City
- Projekty dla remontu tunelu drogowego i pieszego na Trasie W-Z
- Projekty autostrady A2 na odcinku Dąbie – Wartkowice i Stryków I – Stryków II
- Projekt modernizacji drogi wojewódzkiej nr 580 relacji Warszawa – Leszno
- Projekty kompleksowych przebudów licznych ulic i alei w Warszawie
- Aktualizacja projektu modernizacji drogi wojewódzkiej nr 724 relacji Warszawa – Góra Kalwaria[18]

## Dyrektorzy i prezesi
| Od   | Do   | Osoba                  |              |
| ---- | ---- | ---------------------- | ------------ |
| 1951 | 1951 | Mieczysław Krajewski   | [ 9 ] [ 20 ] |
| 1951 | 1954 | Michał Ochnio          | [ 9 ] [ 20 ] |
| 1954 | 1957 | Mieczysław Krajewski   | [ 9 ] [ 20 ] |
| 1957 | 1973 | Tadeusz Schuch         | [ 9 ] [ 20 ] |
| 1973 | 1982 | Ryszard Walczak        | [ 9 ] [ 20 ] |
| 1982 | 2000 | Józef Dudkiewicz       | [ 9 ] [ 20 ] |
| 2000 |      | Mieczysław Szczepański | [ 9 ] [ 20 ] |

W latach 1945–1948 na czele pracowni komunikacyjnej Biura Odbudowy Stolicy, a następnie w latach 1948–1950 na czele Biura Projektów SKM stał Mieczysław Krajewski. Został on również pierwszym dyrektorem Metroprojektu, ale od objęcia tego stanowiska chciał pełnić funkcję bardziej techniczną. Pod koniec 1951 został naczelnym inżynierem, a na stanowisku dyrektora zastąpił go na trzy lata Michał Ochnio. W 1954 na czele biura ponownie stanął Mieczysław Krajewski. W momencie zaprzestania prac nad metrem nie interesowała go jednak nowa działalność przedsiębiorstwa. Pozostał jego dyrektorem do 1957, kiedy to przeszedł do powstającego Biura Studiów i Projektów Komunikacji Miejskiej. Jego miejsce zajął dotychczasowy naczelny inżynier Tadeusz Schuch. W 1973 dyrektorem Metroprojektu został Ryszard Walczak, który dotychczas pełnił funkcję zastępy dyrektora Stołecznego Zjednoczenia Projektowania Budownictwa Komunalnego. W 1982 zrezygnował on ze stanowiska ze względu na stan zdrowia, a w trybie konkursu nowym dyrektorem został Józef Dudkiewicz. Od 2000 na czele spółki stoi prezes Mieczysław Szczepański.
Prezes przedsiębiorstwa jest również jego dyrektorem generalnym.

## Nagrody i wyróżnienia
- 1969 – nagroda II stopnia Komitetu Budownictwa, Urbanistyki i Architektury za projekt i realizację tunelu ciepłowniczego pod Wisłą[21]
- 1972 – nagroda Sześcian Roku za osiągnięcia w projektowaniu rozwiązań konstrukcyjnych wielopoziomowego skrzyżowania ul. Wawelskiej z al. Niepodległości[21]
- 1973 – nagroda Sześcian Roku za opracowanie tymczasowych wytycznych technicznych projektowania metra[21]
- 1974 – nagroda Sześcian Roku za osiągnięcia przy projektowaniu obiektów podziemnych w otoczeniu Dworca Centralnego[21]
- 1974 – nagroda I stopnia Ministra Administracji, Gospodarki Terenowej i Ochrony Środowiska za projekty obiektów inżynierskich Trasy Łazienkowskiej[9]
- 1975 – nagroda Ministerstwa Szkolnictwa Wyższego i Techniki za metody ochrony obiektów w sąsiedztwie głębokich wykopów[21]
- 1976 – nagroda I stopnia Ministra Administracji, Gospodarki Terenowej i Ochrony Środowiska za projekty układu komunikacyjnego, obiektów drogowych i zespołu przejść podziemnych przy Dworcu Centralnym[9]
- 1976 – nagroda Ministerstwa Budownictwa i Przemysłu Materiałów Budowlanych za projekt kolektora burakowskiego[21]
- 1976 – nagroda Sześcian Roku za osiągnięcia przy projektowaniu zachodniego odcinka Trasy Łazienkowskiej[21]
- 1977 – dwie nagrody Sześcian Roku za osiągnięcia w przygotowaniu projektu technicznego Centrum Zdrowia Dziecka oraz za osiągnięcia w projektowaniu praskiego kolektora tranzytowego[21]
- 1977 – nagroda II stopnia Ministra Administracji, Gospodarki Terenowej i Ochrony Środowiska za projekt prefabrykowanych elementów żelbetowych przejść podziemnych[21]
- 1978 – nagroda I stopnia Ministra Administracji, Gospodarki Terenowej i Ochrony Środowiska za projekt kolektora praskiego[9]
- 1979 – nagroda Komitetu Budownictwa, Urbanistyki i Architektury za najlepszy obiekt roku dla Centrum Zdrowia Dziecka[21]
- 1979 – nagroda Sześcian Roku za osiągnięcia w projektowaniu ośrodka rehabilitacji Centrum Zdrowia Dziecka[21]
- 1980 – nagroda specjalna Komitetu Nagród Państwowych za udział w zrealizowaniu Centrum Zdrowia Dziecka[21]
- 1980 – nagroda III stopnia Ministra Administracji, Gospodarki Terenowej i Ochrony Środowiska za studium usprawnienia ruchu w Kielcach[21]
- 1981 – nagroda Sześcian Roku za osiągnięcia w opracowaniu dokumentacji ukształtowania i zabezpieczenia skarpy wiślanej w rejonie Gnojnej Góry[21]
- 1983 – nagroda II stopnia Ministra Administracji, Gospodarki Terenowej i Ochrony Środowiska za wytyczne techniczne projektowania szybkiej komunikacji tramwajowej[21]
- 1995 – nagroda specjalna Ministra Budownictwa i Gospodarki Przestrzennej za zrealizowany projekt metra warszawskiego[17]
- 2001 – odznaka IV Wieki Stołeczności Warszawy[17]
- 2005 – I nagroda w II przeglądzie Izby Projektowania Budowlanego Projekt Inżynierski Roku za projekt stacji metra Plac Wilsona[17]
- 2006 – wyróżnienie Zasłużony dla Warszawy[22]